# Pagrus auriga
El pagre de bandes (Pagrus auriga) és un peix teleosti de la família dels espàrids i de l'ordre dels perciformes.

## Morfologia
Pot arribar als 80 cm de llargària total.

## Distribució geogràfica
Es troba a les costes de l'Atlàntic oriental (des de Portugal fins a Angola, incloent-hi el sud-oest de la Mediterrània, l'Arxipèlag de Madeira i les Illes Canàries). És rar a la Mediterrània, però s'han vist exemplars fins a Grècia o Palestina/Israel (per veure fes clic aquí)